# Cinque Nazioni 1910
Il Cinque Nazioni 1910 (in inglese 1910 Five Nations Championship; in francese Tournoi des Cinq Nations 1910; in gallese Pencampwriaeth y Pum Gwlad 1910) fu la 1ª edizione del torneo annuale di rugby a 15 tra le squadre nazionali di Francia, Galles, Inghilterra, Irlanda e Scozia, nonché la 28ª in assoluto considerando anche le edizioni dell'Home Nations Championship.
Si trattò del primo torneo aperto anche alla Francia, ammessa l'anno prima dopo avere disputato una serie di incontri con la Home Union a latere della competizione.
La Francia esordì a capodanno a Swansea contro il Galles.
Nonostante la prevedibile sconfitta, le cronache britanniche dell'epoca riconobbero che, fatta salva la superiorità in campo dei gallesi, la Francia mostrò credibili trame di gioco e notevole combattività.
Ad aggiudicarsi il torneo fu l'Inghilterra, cui solo il pari interno contro l'Irlanda impedì lo Slam: la vittoria giunse nell'ultimo impegno degli inglesi, a Edimburgo contro la Scozia, nella partita valida per la Calcutta Cup.
Il valore delle marcature, come stabilito dall’IRFB nel 1905, era: 3 punti per ciascuna meta (5 se trasformata), 3 punti per la realizzazione di ciascun calcio piazzato o mark, 4 punti per la realizzazione di ciascun drop.

## Nazionali partecipanti e sedi
| Squadra     | Città           | Impianto interno                    |
| ----------- | --------------- | ----------------------------------- |
| Francia     | Parigi          | Parco dei Principi                  |
| Galles      | Cardiff Swansea | Arms Park St. Helen's               |
| Inghilterra | Londra          | Twickenham                          |
| Irlanda     | Belfast Dublino | Balmoral Showgrounds Lansdowne Road |
| Scozia      | Edimburgo       | Inverleith Sports Ground            |

## Risultati
| Arbitro: | Billy Williams |

|                                                       |      |                  |
| Gibbs (3) Gronow J. Jones Maddock (2) Morgan (2) Trew | mt   | Laffitte Mauriat |
| Bancroft (8)                                          | tr   | Menrath          |
| Bancroft                                              | c.p. | Menrath (2)      |

| Arbitro: | Jack Dallas |

|                 |      |            |
| Chapman Solomon | mt   | Gibbs Webb |
| Chapman         | tr   |            |
| Chapman         | c.p. |            |

| Arbitro: | G.A. Harris |

|                                          |    |  |
| Angus Gowlland Robertson (2) Tennent (3) | mt |  |
| Mac Callum (3)                           | tr |  |

| Arbitro: | G.H.B. Kennedy |

|                                 |    |  |
| Baker W. Morgan Pugsley Spiller | mt |  |
| Bancroft                        | tr |  |

| Londra 12 febbraio 1910 | Inghilterra     | 0 – 0 referto | Irlanda | Twickenham (14000 spett.)\| Arbitro: \| Tommy Schofield \| |
| Arbitro:                | Tommy Schofield |               |         |                                                            |

| Arbitro: | Vincent Cartwrigh |

|  |    |                          |
|  | mt | Dobson Stuart Walter (2) |
|  | tr | MacCallum                |

| Arbitro: | George Bowden |

|           |    |                  |
| Communeau | mt | Berry Hudson (2) |
|           | tr | Chapman          |

| Arbitro: | Jack Dallas |

|           |      |                            |
| McIldowie | mt   | Dyke Gibbs J. Williams (3) |
|           | drop | Bush                       |

| Arbitro: | G.H.B. Kennedy |

|            |    |                          |
| MacPherson | mt | Berry Birkett (2) Ritson |
| MacCallum  | tr | Chapman                  |

| Arbitro: | Vincent Cartwright |

|           |    |                   |
| Guillemin | mt | T. Smyth Thompson |
|           | tr | McClinton         |

## Classifica
| Pos | Squadra     | G | V | N | P | PF | PS | DP  | Pt |
| --- | ----------- | - | - | - | - | -- | -- | --- | -- |
| 1   | Inghilterra | 4 | 3 | 1 | 0 | 36 | 14 | +22 | 7  |
| 2   | Galles      | 4 | 3 | 0 | 1 | 88 | 28 | +60 | 6  |
| 3   | Scozia      | 4 | 2 | 0 | 2 | 46 | 28 | +18 | 4  |
| 4   | Irlanda     | 4 | 1 | 1 | 2 | 11 | 36 | −25 | 3  |
| 5   | Francia     | 4 | 0 | 0 | 4 | 20 | 95 | −75 | 0  |